# Björne Väggö
Björne Väggö (* 9. září 1955 Malmö, Švédsko) je bývalý švédský sportovní šermíř, který se specializoval na šerm kordem. Švédsko reprezentoval v sedmdesátých a osmdesátých letech. V roce 1984 startoval na olympijských hrách, kde vybojoval stříbrnou olympijskou medaili a se švédským družstvem skončil na pátém místě.